# Caulnes
 Caulnes  (en bretón Kaon) es una población y comuna francesa, situada en la región de Bretaña, departamento de Côtes-d'Armor, en el distrito de Dinan. Es el chef-lieu del cantón de Caulnes.

## Demografía
| 1822 | 1828 | 1990 | 1942 | 1992 | 2016 |
| Para los censos de 1962 a 1999 la población legal corresponde a la población sin duplicidades (Fuente: INSEE [Consultar]) |      |      |      |      |      |